# گکوهای دم‌برگی
گکوهای دم‌برگی (نام علمی: Saltuarius) نام یک سرده از تیره انگشت‌شاخگان است.